# Petit Le Mans 2011

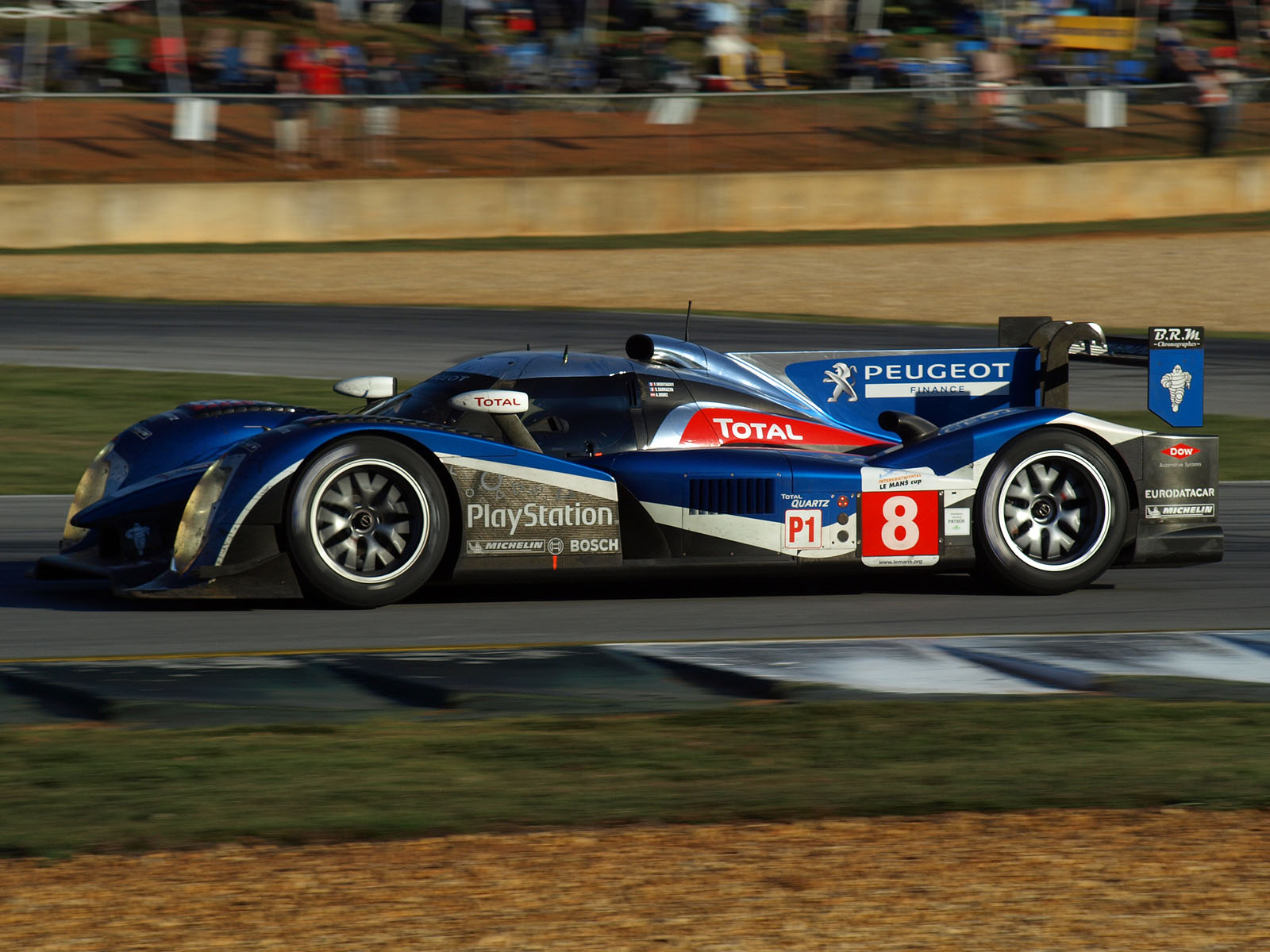
Peugeot 908, Siegerwagen von Franck Montagny, Stéphane Sarrazin und Alexander Wurz

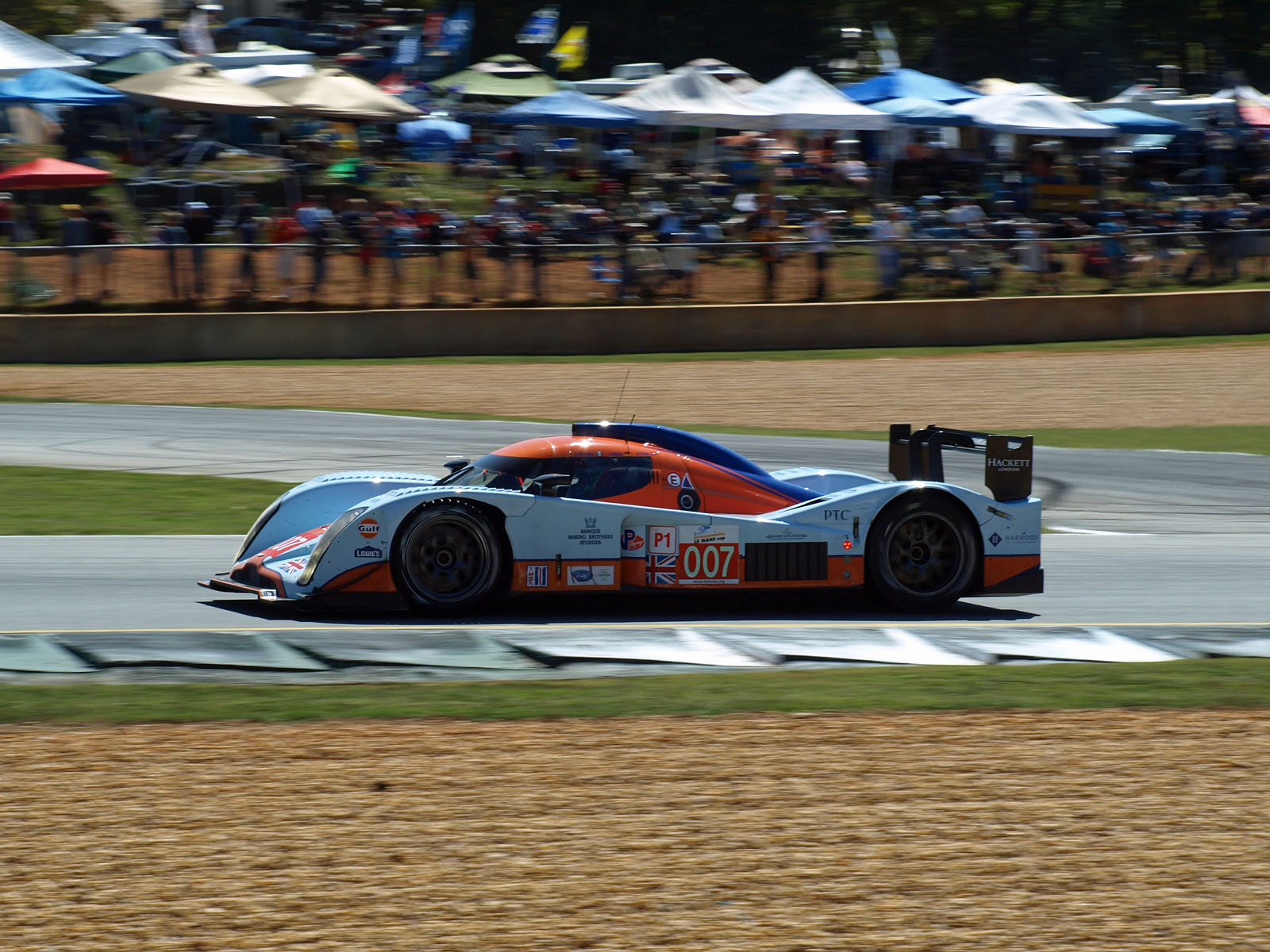
D3er drittplatzierte Lola B09/60 von Adrián Fernández, Harold Primat und Stefan Mücke

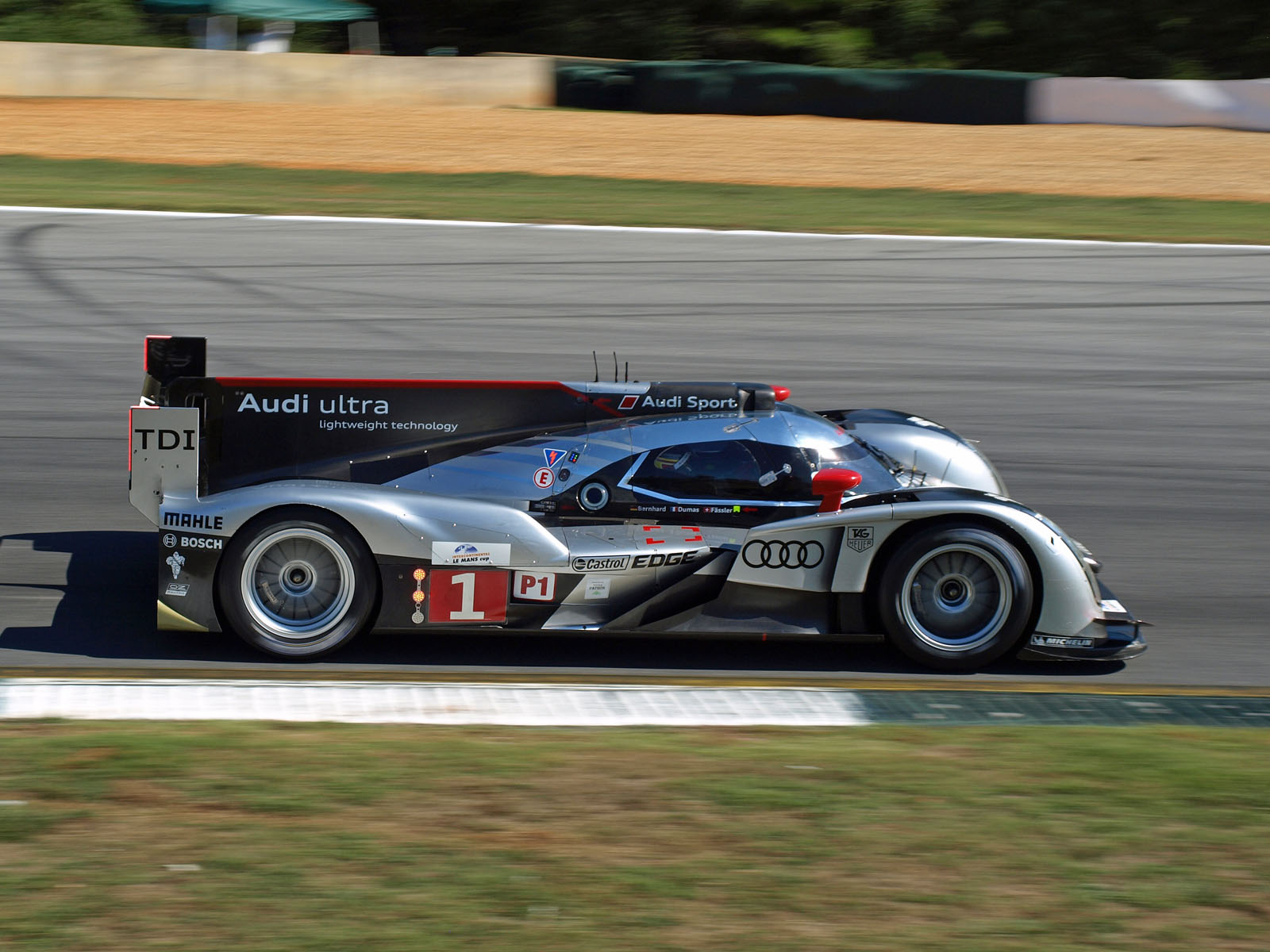
Der im Rennen verunfallte Audi R18 TDI von Marcel Fässler, Timo Bernhard und Romain Dumas

Das 14. Petit Le Mans, auch Petit Le Mans, Road Atlanta, fand am 1. Oktober 2011 in Road Atlanta statt und war der neunte Wertungslauf der American Le Mans Series dieses Jahres.

## Das Rennen
Mit dem Petit Le Mans endete 2011 die Saison der American Le Mans Series. Da das Rennen auch zum Intercontinental Le Mans Cup zählte, waren sowohl die Werkswagen von Peugeot als auch die Prototypen von Audi am Start. Die beiden Werks-Peugeot 908 wurden von den Teams Franck Montagny/Stéphane Sarrazin/Alexander Wurz sowie Sébastien Bourdais/Simon Pagenaud/Anthony Davidson gefahren. Ein dritter Peugeot wurde von Oreca eingesetzt. Deren 908 HDi FAP steuerten Nicolas Lapierre, Marc Gené und Nicolas Minassian.
Die beiden von Joest Racing gemeldeten Audi R18 TDI wurden den Dreierteams Tom Kristensen/Allan McNish/Rinaldo Capello und Marcel Fässler/Timo Bernhard/Romain Dumas anvertraut. Nach dem Desaster mit AMR-One beim 24-Stunden-Rennen von Le Mans kehrte man bei Aston Martin Racing im weiteren Lauf der Saison zum Lola B09/60 zurück. In Road Atlanta fuhren Adrián Fernández, Harold Primat und Stefan Mücke den Wagen mit der Startnummer 007.
Die schnellste Trainingszeit erzielte Anthony Davidson, der im Peugeot mit der Nummer 7 in der Qualifikation eine Zeit von 1:07,428 Minuten fuhr. Damit lag er nur eine Zehntelsekunde vor dem bestplatzierten Audi mit Allan McNish am Steuer. Auf dem nur 4,088 Kilometer langen Rundkurs lagen die Rundenzeiten der schnellsten LMP1-Wagen auch im Rennen nur knapp über 1:10,000 Minuten. Bei 52 gestarteten Fahrzeugen führte dies zu einer Fülle an Überrundungen, die das Rennen mitentschieden. Bereits in der Anfangsphase hatte Tom Kristensen im Audi mit der Nummer 2 zwei Kollisionen mit langsameren GT-Wagen. Die Folge der ersten war ein Reifenschaden, bei der zweiten wurde die Karosserie erheblich beschädigt. Später im Rennen stand der Wagen mehr als eine Stunde zur Reparatur der Kupplung an den Boxen und fiel im Klassement weit zurück. Nach 302 gefahrenen Runden nahm die Audi-Rennleitung den R18 TDI aus Sicherheitsgründen aus dem Rennen. Früh verlor Peugeot ein Fahrzeug. Nach nur 78 gefahrenen Runden musste der 908 mit der Nummer 7 wegen eines Getriebeschadens abgestellt werden.
Die Entscheidung über den Gesamtsieg fiel in der siebten Rennstunde. Romain Dumas im Audi mit der Nummer 1 holte stark auf den in Führung liegenden Peugeot mit Montagny am Steuer auf. Als er im dichten Verkehr versuchte den Führenden zu überholen, kollidierte er mit einem GT-Wagen und prallte heftig links in die Streckenbegrenzung. Dabei wurde der Wagen so schwer beschädigt, dass er aufgegeben werden musste. Die Audi-Teamleitung warf Montagny vor, er habe während des Überholvorgangs nach links gelenkt und so den Audi in den GT-Wagen gedrängt. Audi-Motorsportchef Wolfgang Ullrich erklärte aufgebracht: „Montagny wird sicher nie einen Werks-Audi steuern.“ Auch Dumas kritisierte seinen langjährigen Freund nach dem Ende der Veranstaltung. Die Rennleitung sah jedoch keinen Grund für eine Untersuchung. Wiederholungen der Fernsehbilder und die Auswertung der Telemetriedaten des Peugeot entlasteten Montagny. Er hatte weder das Tempo verlangsamt noch die Ideallinie verlassen. Auch gab es keine Berührung zwischen dem Audi von Dumas und dem Peugeot. Nach dem Zwischenfall gewann der Werks-Peugeot mit klarem Vorsprung von fünf Runden auf den Oreca-908 HDi FAP.

## Ergebnisse

### Schlussklassement
| 1               | LMP1   | 8   | Peugeot Sport Total             | Franck Montagny Stéphane Sarrazin Alexander Wurz      | Peugeot 908               | 394 |
| 2               | LMP1   | 10  | Team Oreca Matmut               | Nicolas Lapierre Marc Gené Nicolas Minassian          | Peugeot 908 HDi FAP       | 389 |
| 3               | LMP1   | 007 | Aston Martin Racing             | Adrián Fernández Harold Primat Stefan Mücke           | Lola B09/60               | 388 |
| 4               | LMP1   | 24  | OAK Racing                      | Olivier Pla Jean-François Yvon Alexandre Prémat       | OAK Pescarolo 01          | 384 |
| 5               | LMP1   | 12  | Rebellion Racing                | Nicolas Prost Neel Jani Andrea Belicchi               | Lola B10/60               | 381 |
| 6               | LMP2   | 33  | Level 5 Motorsports             | Scott Tucker Christophe Bouchut João Barbosa          | HPD ARX-01g               | 375 |
| 7               | LMP1   | 15  | OAK Racing                      | Guillaume Moreau Pierre Ragues Matthieu Lahaye        | OAK Pescarolo 01          | 370 |
| 8               | LMPC   | 52  | PR1 Mathiasen Motorsports       | Ryan Lewis Ken Dobson Henri Richard                   | Oreca FLM09               | 368 |
| 9               | LMPC   | 89  | Intersport Racing               | Kyle Marcelli Chapman Ducote Tomy Drissi              | Oreca FLM09               | 368 |
| 10              | GT     | 51  | AF Corse                        | Gianmaria Bruni Giancarlo Fisichella Pierre Kaffer    | Ferrari 458 Italia        | 367 |
| 11              | GT     | 045 | Flying Lizard Motorsports       | Jörg Bergmeister Patrick Long Patrick Pilet           | Porsche 997 GT3 RSR       | 367 |
| 12              | GT     | 55  | BMW Motorsports                 | Dirk Werner Bill Auberlen Augusto Farfus              | BMW M3 E92 GT             | 367 |
| 13              | LMP2   | 22  | United Autosports               | Stefan Johansson Mark Patterson Zak Brown             | OAK Pescarolo 01          | 367 |
| 14              | GT     | 4   | Corvette Racing                 | Oliver Gavin Richard Westbrook Jan Magnussen          | Chevrolet Corvette C6 ZR1 | 366 |
| 15              | GT     | 17  | Team Falken Tire                | Bryan Sellers Martin Ragginger Wolf Henzler           | Porsche 997 GT3 RSR       | 365 |
| 16              | GT     | 01  | Extreme Speed Motorsports       | Scott Sharp Johannes van Overbeek Dominik Farnbacher  | Ferrari 458 Italia        | 365 |
| 17              | GT     | 58  | Luxury Racing                   | François Jakubowski David Hallyday Ralph Firman       | Ferrari 458 Italia        | 361 |
| 18              | GT     | 044 | Flying Lizard Motorsports       | Darren Law Seth Neiman Marco Holzer                   | Porsche 997 GT3 RSR       | 361 |
| 19              | GT     | 56  | BMW Motorsport                  | Dirk Müller Joey Hand Andy Priaulx                    | BMW M3 E92 GT             | 359 |
| 20              | GT     | 02  | Extreme Speed Motorsports       | Guy Cosmo Ed Brown Rob Bell                           | Ferrari 458 Italia        | 357 |
| 21              | LMP2   | 26  | Signatech Nissan                | Franck Mailleux Lucas Ordoñez Jean Karl Vernay        | Oreca 03                  | 357 |
| 22              | GT     | 048 | Paul Miller Racing              | Bryce Miller Sascha Maassen Emmanuel Collard          | Porsche 997 GT3 RSR       | 357 |
| 23              | GTE Am | 57  | Krohn Racing                    | Tracy Krohn Niclas Jönsson Michele Rugolo             | Ferrari F430 GTC          | 355 |
| 24              | GTE Am | 50  | Larbre Compétition              | Patrick Bornhauser Julien Canal Gabriele Gardel       | Chevrolet Corvette C6-ZR1 | 353 |
| 25              | GT     | 49  | Robertson Racing                | David Murry Andrea Robertson Melanie Snow             | Doran Ford GT             | 350 |
| 26              | GTC    | 54  | Black Swan Racing               | Jeroen Bleekemolen Tim Pappas Sebastiaan Bleekemolen  | Porsche 997 GT3 Cup       | 346 |
| 27              | GTC    | 23  | Alex Job Racing                 | Leh Keen Bill Sweedler Brian Wong                     | Porsche 997 GT3 Cup       | 346 |
| 28              | GTC    | 66  | TRG                             | Duncan Ende Spencer Pumpelly Peter Ludwig             | Porsche 997 GT3 Cup       | 345 |
| 29              | LMPC   | 006 | Core Autosport                  | Gunnar Jeannette Ricardo González Rudy Junco          | Oreca FLM09               | 340 |
| 30              | GTE Am | 61  | AF Corse                        | Rui Águas Robert Kauffman Justin Bell                 | Ferrari F430 GTC          | 338 |
| 31              | GTE Am | 60  | Gulf AMR Middle East            | Roald Goethe Mike Wainwright Fabien Giroix            | Aston Martin V8 Vantage   | 332 |
| 32              | LMPC   | 063 | Genoa Racing                    | Christian Zugel Elton Julian Éric Lux                 | Oreca FLM09               | 327 |
| 33              | LMP2   | 35  | OAK Racing                      | Frédéric Da Rocha Patrice Lafargue Jacques Nicolet    | OAK Pescarolo 01          | 324 |
| 34              | LMP2   | 055 | Level 5 Motorsports             | Luis Díaz Marino Franchitti Scott Tucker              | HPD ARX-01g               | 314 |
| 35              | GTE Am | 62  | CRS Racing                      | Pierre Ehret Roger Wills Tim Mullen                   | Ferrari F430 GTC          | 310 |
| 36              | LMPC   | 18  | Performance Tech Motorsports    | Jan-Dirk Lueders Anthony Nicolosi Jarrett Boon        | Oreca FLM09               | 293 |
| 37              | GTC    | 68  | TRC                             | Jim Norman Dion von Moltke Ben Keating                | Porsche 997 GT3 Cup       | 247 |
| 38              | GT     | 65  | Lotus Jetalliance               | David Heinemeier Hansson James Rossiter Johnny Mowlem | Lotus Evora               | 237 |
| Ausgefallen     |        |     |                                 |                                                       |                           |     |
| 39              | LMP1   | 16  | Dyson Racing Team Inc.          | Chris Dyson Jay Cochran Guy Smith                     | Lola B09/86               | 363 |
| 40              | LMP1   | 012 | Autocon                         | Chris McMurry Tony Burgess Bryan Willman              | Lola B06/10               | 336 |
| 41              | LMPC   | 005 | Core Autosport                  | Ryan Dalziel Jon Bennett Frankie Montecalvo           | Oreca FLM09               | 324 |
| 42              | GT     | 59  | Luxury Racing                   | Anthony Beltoise Frédéric Makowiecki Stéphane Ortelli | Ferrari 458 Italia        | 316 |
| 43              | LMP1   | 2   | Audi Sport Team Joest           | Tom Kristensen Allan McNish Rinaldo Capello           | Audi R18 TDI              | 302 |
| 44              | LMP1   | 1   | Audi Sport Team Joest           | Marcel Fässler Timo Bernhard Romain Dumas             | Audi R18 TDI              | 296 |
| 45              | GT     | 64  | Lotus Jetalliance               | Oskar Slingerland Jensen Kasper Martin Rich           | Lotus Evora               | 197 |
| 46              | GTE Am | 63  | Proton Competition              | Richard Lietz Mark Bullitt Christian Ried             | Porsche 997 GT3 RSR       | 163 |
| 47              | GT     | 99  | Jaguar RSR                      | Bruno Junqueira Ken Wilden                            | Jaguar XKR                | 92  |
| 48              | LMP1   | 7   | Peugeot Sport Total             | Sébastien Bourdais Simon Pagenaud Anthony Davidson    | Peugeot 908               | 78  |
| 49              | GT     | 3   | Corvette Racing                 | Tommy Milner Olivier Beretta Antonio García           | Chevrolet Corvette C6 ZR1 | 76  |
| 50              | LMP1   | 60  | Muscle Milk Aston Martin Racing | Greg Pickett Klaus Graf Lucas Luhr                    | Lola B08/62               | 63  |
| 51              | LMP1   | 20  | Oryx Dyson Racing               | Butch Leitzinger Humaid Al Masaood Steven Kane        | Lola B09/86               | 29  |
| 52              | GT     | 98  | Jaguar RSR                      | Rocky Moran junior P. J. Jones                        | Jaguar XKR                | 27  |
| Nicht gestartet |        |     |                                 |                                                       |                           |     |
| 53              | GT     | 062 | Risi Competizione               | Jaime Melo Toni Vilander Raphael Matos                | Ferrari 458 Italia        | 1   |
| 54              | GTC    | 11  | JDX Racing                      | Nick Ham Chris Thompson Scott Blackett                | Porsche 997 GT3 Cup       | 2   |
| 55              | LMPC   | 36  | Genoa Racing                    | Jordan Grogor Aldous Mitchell Bassam Kronfi           | Oreca FLM09               | 3   |
| 56              | GTC    | 77  | Magnus Racing                   | John Potter Craig Stanton Ryan Eversley               | Porsche 997 GT3 Cup       | 4   |
| 57              | LMP2   | 26T | Signatech Nissan                |                                                       | Oreca 03                  | 5   |
| 58              | LMPC   | 37  | Intersport Racing               | Jon Field Clint Field                                 | Oreca FLM 09              | 6   |

1 nicht gestartet
2 Unfall im Training
3 nicht gestartet
4 nicht gestartet
5 Ersatzwagen
6 nicht gestartet

### Nur in der Meldeliste
Hier finden sich Teams, Fahrer und Fahrzeuge, die ursprünglich für das Rennen gemeldet waren, aber aus den unterschiedlichsten Gründen daran nicht teilnahmen.
| Pos. | Klasse | Nr. | Team                           | Fahrer         | Chassis             |
| ---- | ------ | --- | ------------------------------ | -------------- | ------------------- |
| 59   | GTC    | 34  | Green Hornet Black Swan Racing | Peter LeSaffre | Porsche 997 GT3 Cup |

### Klassensieger
| Klasse | Fahrer               | Fahrer             | Fahrer                 | Fahrzeug            | Platzierung im Gesamtklassement |
| ------ | -------------------- | ------------------ | ---------------------- | ------------------- | ------------------------------- |
| LMP1   | Franck Montagny      | Stéphane Sarrazin  | Alexander Wurz         | Peugeot 908         | Gesamtsieg                      |
| LMP2   | Scott Tucker         | Christophe Bouchut | João Barbosa           | HPD ARX-01g         | Rang 6                          |
| LMPC   | Ryan Lewis           | Ken Dobson         | Henri Richard          | Oreca FLM09         | Rang 8                          |
| GT     | Giancarlo Fisichella | Gianmaria Bruni    | Pierre Kaffer          | Ferrari 458 Italia  | Rang 10                         |
| GTE Am | Tracy Krohn          | Niclas Jönsson     | Michele Rugolo         | Ferrari F430 GTC    | Rang 24                         |
| GTC    | Jeroen Bleekemolen   | Tim Pappas         | Sebastiaan Bleekemolen | Porsche 997 GT3 Cup | Rang 27                         |

### Renndaten
- Gemeldet: 59
- Gestartet: 52
- Gewertet: 38
- Rennklassen: 6
- Zuschauer: unbekannt
- Wetter am Renntag: unbekannt
- Streckenlänge: 4,088 km
- Fahrzeit des Siegerteams: 9:34:23,972 Stunden
- Gesamtrunden des Siegerteams: 394
- Gesamtdistanz des Siegerteams: 1610,567 km
- Siegerschnitt: 168,234 km/h
- Pole Position: Anthony Davidson – Peugeot 908 (#7) – 1:07,428 = 218,245 km/h
- Schnellste Rennrunde: Sébastien Bourdais – Peugeot 908 (#7) – 1:08,836
- Rennserie: 9. Lauf der ALMS-Saison 2011
- Rennserie: 6. Lauf zum Intercontinental Le Mans Cup 2011